# Novo Repartimento
Novo Repartimento est une municipalité brésilienne située dans l'État du Pará.